# Otto Andersson
Otto Andersson (Ed, 1910. május 7. – Ale, 1977. augusztus 11.) svéd válogatott labdarúgó.
A svéd válogatott tagjaként részt vett az 1934-es világbajnokságon és az 1936. évi nyári olimpiai játékokon.